# 张常韧
张常韧（1953年12月—），男，汉族，黑龙江宾县人，中华人民共和国政治人物。曾任中华人民共和国最高人民检察院副检察长，二级大检察官。